# Fleischwangen
Fleischwangen település Németországban, azon belül Baden-Württembergben. Lakosainak száma 663 fő (2023. december 31.). Fleischwangen Ebenweiler és Fronreute községekkel határos.

## Népesség
A település népessége az elmúlt években az alábbi módon változott:
| Lakosok száma | 398  | 684  | 702  | 680  | 666  | 663  |
|               | 1975 | 2017 | 2019 | 2021 | 2022 | 2023 |